# Maryse Ouellet
Maryse Mizanin (Montreal (Canada), 21 januari 1983), beter bekend als Maryse, is een Canadees professioneel worstelaar, manager, actrice, realityster en glamourmodel die sinds 2016 actief is in de World Wrestling Entertainment. Maryse was eerder reeds lid van de federatie tussen 2006 en 2011. Ze is een 2-voudig WWE Divas Champion.
In 2016 keerde ze terug naar WWE en bekwam een manager voor haar echtgenoot en professioneel worstelaar The Miz. Maryse trad toe tot de cast van de realityshow Total Divas. In 2018 kwamen zij met hun eigen show genaamd Miz & Mrs. De twee hebben een rol als uitvoerende producenten voor de show.

## Loopbaan
In 2006 was Maryse door de WWE gehuurd, nadat ze deelnam in de WWE Diva Search competitie. Ondanks haar eliminatie, ze werd door de WWE naar de Ohio Valley Wrestling (OVW), een WWE-opleidingscentrum, gestuurd. Ze ondertekende in augustus 2006 een contract met de WWE en werd toegewezen naar de OVW voor worsteltrainingen. In december 2006 maakte ze haar ringdebuut. Ze verscheen in vignetten op de WWE-televisie. Tijdens dit tijd werkte ze verder op OVW, maar werd later verzonden naar de Florida Championship Wrestling (FCW), een andere WWE-opleidingscentrum, om verder te trainen.
In maart 2008 verscheen Maryse op SmackDown-brand en deelnam in een zwempakcompetitie. Drie maanden later maakte ze haar televisie in-ringdebuut. Op 22 december 2008 won Maryse voor de eerste keer het WWE Divas Championship en het was ook haar eerste WWE-titel. Ze behield zeven maanden haar titel. In april 2009 werd ze, tijdens de WWE Draft 2009, naar Raw-brand gestuurd. Op 22 februari 2010 won ze voor de tweede keer het Divas Championship. Ze was de langst regerend WWE Divas Champion (265 dagen) tot dit werd verbroken door AJ Lee (met 295 dagen). Op 28 oktober 2011 maakte de WWE via WWE.com bekend dat Maryse's WWE-contract was afgelopen en werd vrijgegeven.

## In worstelen
- Finishers
  - French Kiss (Snap DDT)
  - French TKO (Heel kick)
- Signature moves
  - Camel clutch
  - Forward Russian legsweep
  - Modified figure four leglock
  - Spinning side slam backbreaker
- Worstelaars managed
  - Sylvain Grenier
  - René Duprée
  - Ted DiBiase Jr.
  - Ryan O'Reilly
  - Deuce 'n Domino

## Prestaties

### Schoonheids-verkiezing
- Hawaiian Tropic
  - Miss Hawaiian Tropic Canada (2003)
  - Runner-up International Finals of Miss Hawaiian (2004)

### Profesisoneel worstelen
- Pro Wrestling Illustrated
  - Gerangschikt op nummer 9 van de top 50 vrouwelijke worstelaars in de PWI Female 50 in 2009[4]
- World Wrestling Entertainment
  - WWE Divas Championship (2 keer)[5]
  - Divas Championship Tournament (2010)[6]